# Nigel Olsson
Nigel Olsson, född 10 februari 1949 i Wallasey, Merseyside, är en brittisk batterist (trumslagare) och sångare, som är mest känd för sitt mångåriga samarbete med Elton John. Tillsammans med Davey Johnstone och Dee Murray utgjorde han under delar av 1970- och 80-talen Elton Johns konstanta band. Idag (sedan 2000) är han återigen en fast medlem i bandet.